# روينا هيل
روينا هيل (بالإنجليزية: Rowena Hill)‏ (و. 1938  م) هي شاعرة، وكاتِبة من المملكة المتحدة، وويلز، ولدت في كارديف.

## التعليم
تعلمت في University of the Andes (Colombia) ‏
.